# Gianfranco Zola
Gianfranco Zola (sinh ngày 5 tháng 7 năm 1966 tại Oliena, Ý) là một cựu tiền đạo và HLV bóng đá người Ý. Ông là một huyền thoại của câu lạc bộ Chelsea và đã vinh dự được phong tước Hiệp sĩ của nước Anh.

## Sự nghiệp câu lạc bộ

### Khởi đầu
Zola ký hợp đồng trở thành cầu thủ chuyên nghiệp vào năm 1984 khi anh 18 tuổi với CLB Nuorese.
5 năm sau, Zola trở thành cầu thủ của đội Napoli và được chơi tại Serie A. Cầu thủ trẻ và đầy tài năng Zola đã ghi được 2 bàn thắng và đầy triển vọng kế tục Diego Maradona tại câu lạc bộ này. Đội này bước lên bục vinh quang, vô địch Seria A làn thứ hai vào mùa bóng 1989-1990. Chính Maradona đã có ảnh hưởng lớn đến sự nghiệp của Zola sau này. Zola đã có được khả năng sút phạt siêu hạng và sau này chính Zola có nói: "Tôi đã học hết mọi thứ của Diego. Tôi thường xuyên theo dõi anh ấy tập và học làm sao để có được cú sút phạt giống Diego". Zola cùng với Napoli đoạt được Siêu Cúp Italia năm 1991 và được gọi vào đội tuyển Ý dưới sự dẫn dắt của Arrigo Sacchi.
1993, Zola rời Napoli để chuyển sang thi đấu cho đội Parma. Tại Parma Zola đoạt UEFA Cup, về nhì Serie A và Cup quốc gia Italia 1995. Zola đã tạo được danh tiếng của mình trong màu áo kẻ xanh vàng là một cầu thủ sáng tạo. Tuy vậy Huấn luyện viên Carlo Ancelotti đến và ông xếp Zola thi đấu không đúng với vị trí sở trường. Chính vì thế Zola chấp nhận ra đi lần nữa.

### Chelsea
Tháng 11 năm 1996, Zola chuyển sang chơi cho câu lạc bộ Chelsea thuộc giải Premier League nước Anh với giá 4,5 triệu bảng và là một trong nhiều cầu thủ được mua dưới tay huấn luyện viên Ruud Gullit. Ở mùa bóng đầu tiên, Zola đã gây được sự chú ý bằng những pha biểu diễn và hàng loạt bàn thắng đáng nhớ. Tháng 3 năm 1997, sau khi đi bóng khéo léo qua hậu vệ của Manchester United và sút tung lưới thủ môn huyền thoại Peter Schmeichel, Zola được huấn luyện viên của Manchester là Alex Ferguson miêu tả là cầu thủ "nhỏ con nhưng lắt léo đến mức khó có thể hình dung ra ". Zola đã trở thành cầu thủ chủ chốt góp phần đưa Chelsea thăng tiến trong mùa bóng đó, Chelsea đã giành chiếc cúp FA sau chiến thắng chung cuộc với Middlesbrough tại Wembley. Trong đó "quỷ lùn" cũng có sự đóng góp đáng kể với 4 làn sút tung lưới đối phương trong cả con đường đi đến với chiếc cup, kể cả cú sút xoáy từ gần 24 mét vào lưới Liverpool đưa Chelsea từ thua 0-2 đến thắng chung cuộc 4-2, và cũng như cú sút xoáy tuyệt đẹp trong trận bán kết với Wimbledon, khống chế bóng và quay 180 độ rồi đưa bóng tung lưới. Vào cuối mùa bóng anh đã được bầu là cầu thủ của năm, cầu thủ duy nhất của được bầu chọn khi liên tục thi đấu cả mùa bóng tại Premier League và là cầu thủ duy nhất của Chelsea được nhận danh hiệu này tới thời điểm đó.
Trong mùa bóng 1997-1998, Zola tiếp tục giúp Chelsea chiến thắng với 3 chiếc cúp liên đoàn, UEFA Cup và Siêu cúp châu Âu. Một chấn thương đã loại anh ra khỏi đội hình xuất phát trong trận chung kết Cúp C2 với VfB Stuttgart tại sân vận động Råsunda-Stockholm, tuy nhiên khi Zola vào sân trong hiệp 2 và gần như lập tức chỉ trong khoảng 21 giây anh đã ghi bàn. Với lần thứ hai chạm bóng trong trận, Zola nhận đường chuyền từ Dennis Wise và sút tung nóc lưới thủ môn Wohlfhart. Bàn thắng đó đưa Chelsea đặt một tay vào chiếc cup châu Âu thứ hai trong lịch sử CLB. Trong mùa bóng đó Zola còn có hat-trick đầu tiên của mình với chiến thắng 4-0 trước Derby County tại sân nhà Stamford Bridge vào tháng 11 năm 1997.
Khi Chelsea lần đầu bước chân ra sân chơi lớn Champions League năm 1999-2000, Zola vẫn là cầu thủ chủ chốt và đã anh ghi 3 bàn thắng và cùng Chelsea vượt qua vòng bảng. Trong vòng tứ kết Zola đóng góp 1 bàn thắng tuyệt đẹp, 1 cú sút phạt sở trường giúp Chelsea thắng Barça tại sân nhà với tỷ số 3-1. Cùng năm này, cú đá phạt của anh tạo điều kiện cho cầu thủ đồng hương Roberto Di Matteo ghi bàn và đồng nghĩa với chiếc cup FA tiếp theo rơi vào tay Chelsea.
Những năm cuối cùng của Zola tại Chelsea không được thành công bởi có sự tỏa sáng cùng lúc của bộ đôi tiền đạo trẻ Jimmy Floyd Hasselbaink và Eidur Gudjohnsen trong khi anh đã luống tuổi, tuy nhiên Zola cũng để lại một tác phẩm lớn là bàn thắng rất ngẫu hứng vào lưới Norwich City, một bàn thắng mà HLV Chelsea khi đó là Claudio Ranieri sửng sốt kêu lên: "Thật tuyệt vời, một bàn thắng ma thuật". Mùa bóng 2002-2003, mùa bóng cuối cùng với Chelsea của Zola lại là sự hồi xuân, càng đá Zola càng chứng tỏ kinh nghiệm của mình bù cho sự sa sút thể lực, ghi 16 bàn và là mùa bóng thành công. Zola trở thành cầu thủ trong năm của Chelsea sau khi giúp Chelsea có suất dự Champions League mùa sau.
Bàn thắng cuối cùng của Zola cho Chelsea là cú "lốp" bóng từ ngoài vòng cấm địa trong trận gặp đội Everton và trận cuối cùng là 20 phút thi đấu với đội Liverpool. Sự nghiệp tại Chelsea của anh chấm dứt. Zola đã trở thành một biểu tượng cho một thế hệ thành công cùng với những Gianluca Vialli, Dennis Wise, Marcel Desailly, Graeme Le Saux... Anh thi đấu 312 trận với 80 bàn thắng. Trong năm 2003, Zola được bầu là cầu thủ được mến mộ nhất của các cổ động viên Chelsea.
Tháng 11 năm 2004, Zola được trao danh hiệu Hiệp Sĩ do nước Anh ban tặng và trong năm 2005 anh sánh bước cùng 10 cầu thủ kì cựu trong hàng ngũ đội hình huyền thoại của Chelsea. Zola rời khỏi Chelsea khi tỷ phú người Nga Roman Arkadievich Abramovich bắt đầu đặt chân đến nước Anh. Ông chủ tịch mới đã có lời mời Zola ở lại, thậm chí đã có ý mua Cagliari để Zola trở lại Chelsea nhưng Zola đã từ chối vì đã đến lúc anh phải lo cho con cái nhiều hơn.

### Cagliari
Mùa hè năm 2003, Zola chuyển về chơi cho Cagliari tại Serie B. Chính Zola đã kéo được Cagliari trở lại Serie A và hợp đồng của anh được ký thêm 1 năm. Gianfranco chính thức chia tay sự nghiệp cầu thủ vào tháng 6 năm 2005. Số 10 tại Cagliari và số 25 tại Chelsea đã trở thành một biểu tượng lớn.
Cả sự nghiệp của mình, Zola chơi 627 trận và ghi được 193 bàn thắng. Hiện tại anh đang là huấn luyện viên đội tuyển U21 nước Ý

## Sự nghiệp quốc tế
Mặc dù thi đấu thành công tại các câu lạc bộ, Zola không thực sự tỏa sáng tại màu áo đội tuyển. Tại ĐTQG Ý, Zola phải cạnh tranh cùng một Roberto Baggio tài hoa, anh không gặp thời ở đội tuyển. Zola thi đấu cho đội tuyển quê nhà từ World Cup 1994, cũng thi đấu khá tốt trong trận đấu tứ kết với Nigeria. Tại Euro 1996, anh chơi trong 3 trận vòng bảng và bỏ lỡ 1 quả phạt đền trong trận gặp Đức, Ý bị loại từ vòng bảng. Zola ghi bàn thắng duy nhất trong trận gặp đội tuyển Anh tại vòng loại World Cup 1998 cho Ý ngay tại sân Wembley và đó là trận thắng cuối cùng của anh trong màu áo đội tuyển Ý.
Zola đá cho đội tuyển quốc gia 35 trận, ghi 9 bàn.

## Những thành tích đạt được
- 1984-1987 chơi cho Nuorese, đấu 31 trận, ghi 10 bàn
- 1987-1989 chơi cho Torres đấu 88 trận, ghi 21 bàn
- 1989-1993 chơi cho Napoli đấu 105 trận, 32 bàn
- 1993-1996 chơi cho Parma đấu 102 trận, 49 bàn
- 1996-2003 chơi cho Chelsea đấu 229 trận, 59 bàn
- 2003-2005 chơi cho Cagliari đấu 74 trận, 22 bàn

### Tính riêng thành tích với các câu lạc bộ
- Napoli: vô địch Serie A 1989-90
- Parma: UEFA Cup 1995
- Chelsea: FA Cup: 1997, 2000; Cúp liên đoàn: 1998; Cúp C2: 1998